# 伊比利亞-美洲高峰會
伊比利亚 - 美洲首脑会议（西班牙語：Cumbre Iberoamericana），正式是名称伊比利亚 - 美洲国家元首和政府首脑会议，是使用西班牙语和葡萄牙语的国家所召开的年度峰会。

## 成员国
在1991年，墨西哥举行第一次首脑会议，阿根廷、玻利维亚、巴西、智利、哥伦比亚、哥斯达黎加、古巴、多米尼加共和国、厄瓜多尔、萨尔瓦多、危地马拉、洪都拉斯、墨西哥、尼加拉瓜、巴拿马、巴拉圭、秘鲁、葡萄牙、西班牙、乌拉圭和委内瑞拉政府出席了这场会议。在2004年，安道尔首次出席该会议。赤道几内亚和菲律宾于2009年作为“准成员”进入。波多黎各有时作为准成员参加，但由于它不是主权国家，因此不允许完全加入首脑会议。伯利兹和东帝汶表示有兴趣参加首脑会议，尽管他们目前尚未被允许加入。所有国家都曾經是西班牙或葡萄牙殖民地（伯利兹和菲律宾在分别属于英国和美国之前曾是西班牙殖民地）。其他前西班牙和葡萄牙殖民地可能在未来加入峰会。

## 成员扩充

伊比利亚-美洲峰会成员国
美洲正式会员
欧洲正式会员
非正式会员
已经申请加入的国家
未来可能加入的国家

| 美洲正式会员 欧洲正式会员 | 非正式会员 已经申请加入的国家 | 未来可能加入的国家 |

- 巴哈马
- 东帝汶
- 摩納哥

申请加入
- 安哥拉
- 安地卡及巴布達
- 阿鲁巴
- 海地
- 毛里塔尼亚
- 模里西斯
- 摩洛哥
- 聖多美和普林西比
- 撒拉威阿拉伯民主共和國
- 千里達及托巴哥

## 峰会

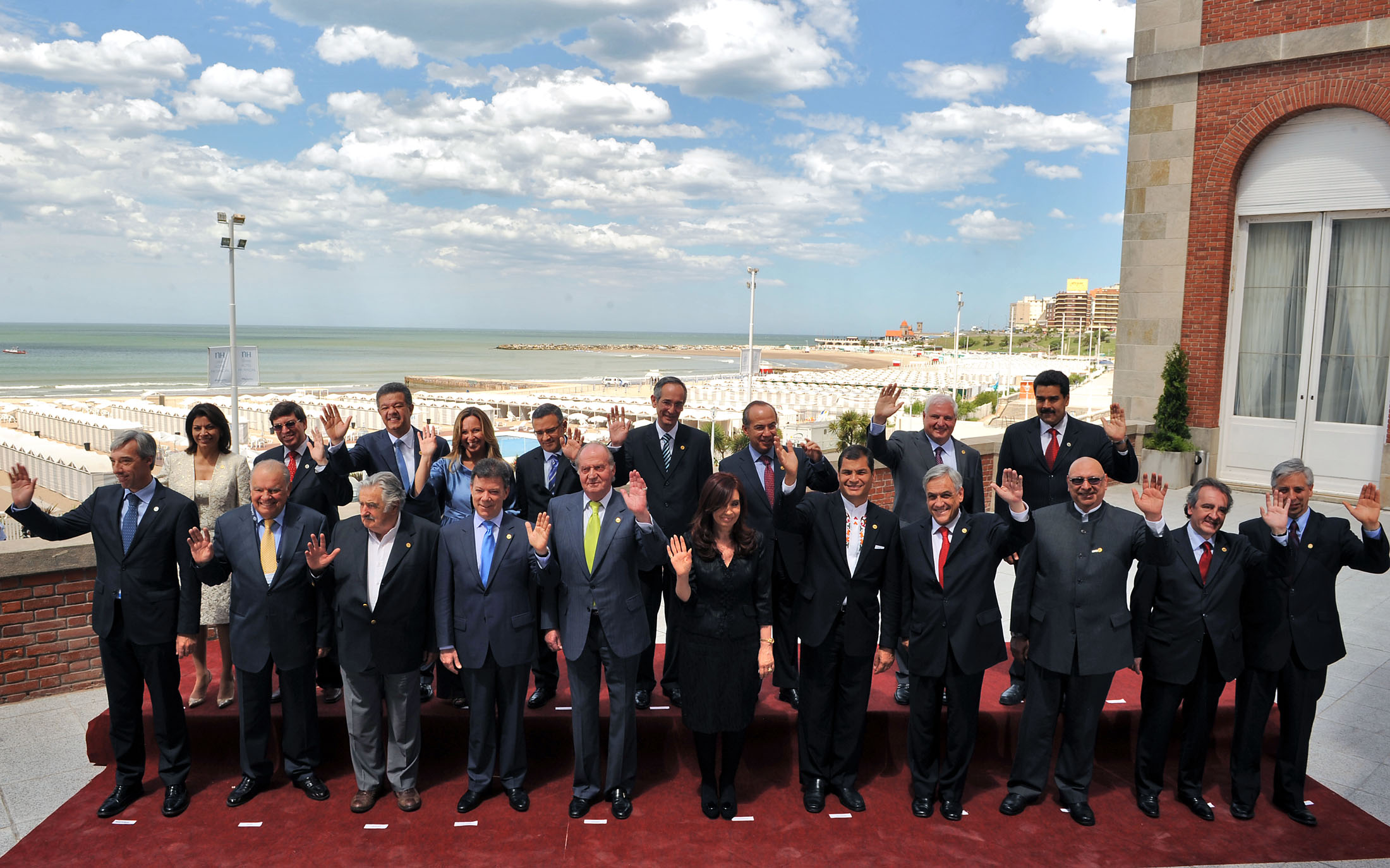
马德普拉塔 峰会，2010年11月

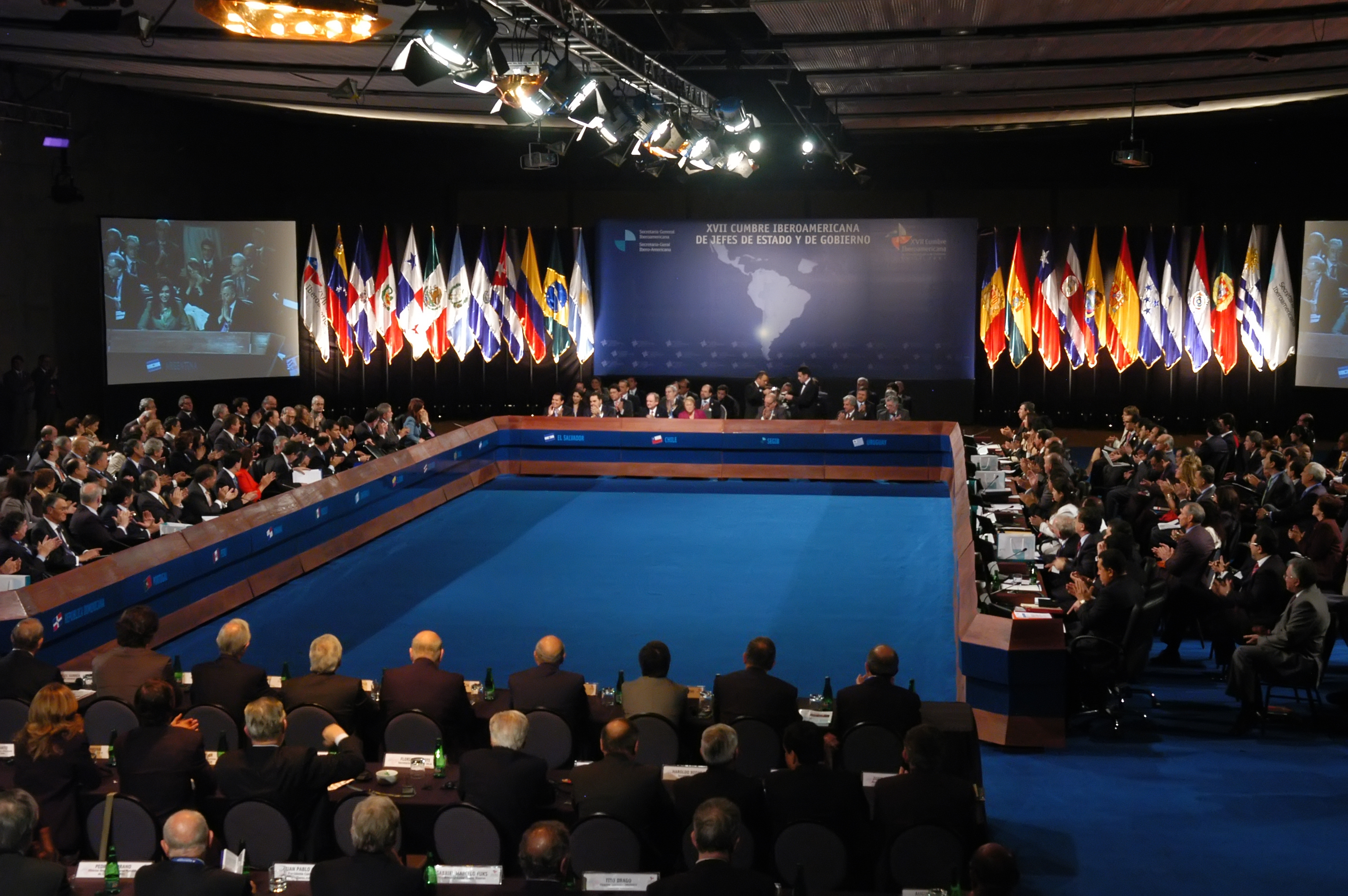
2007年11月，圣地亚哥（智利）

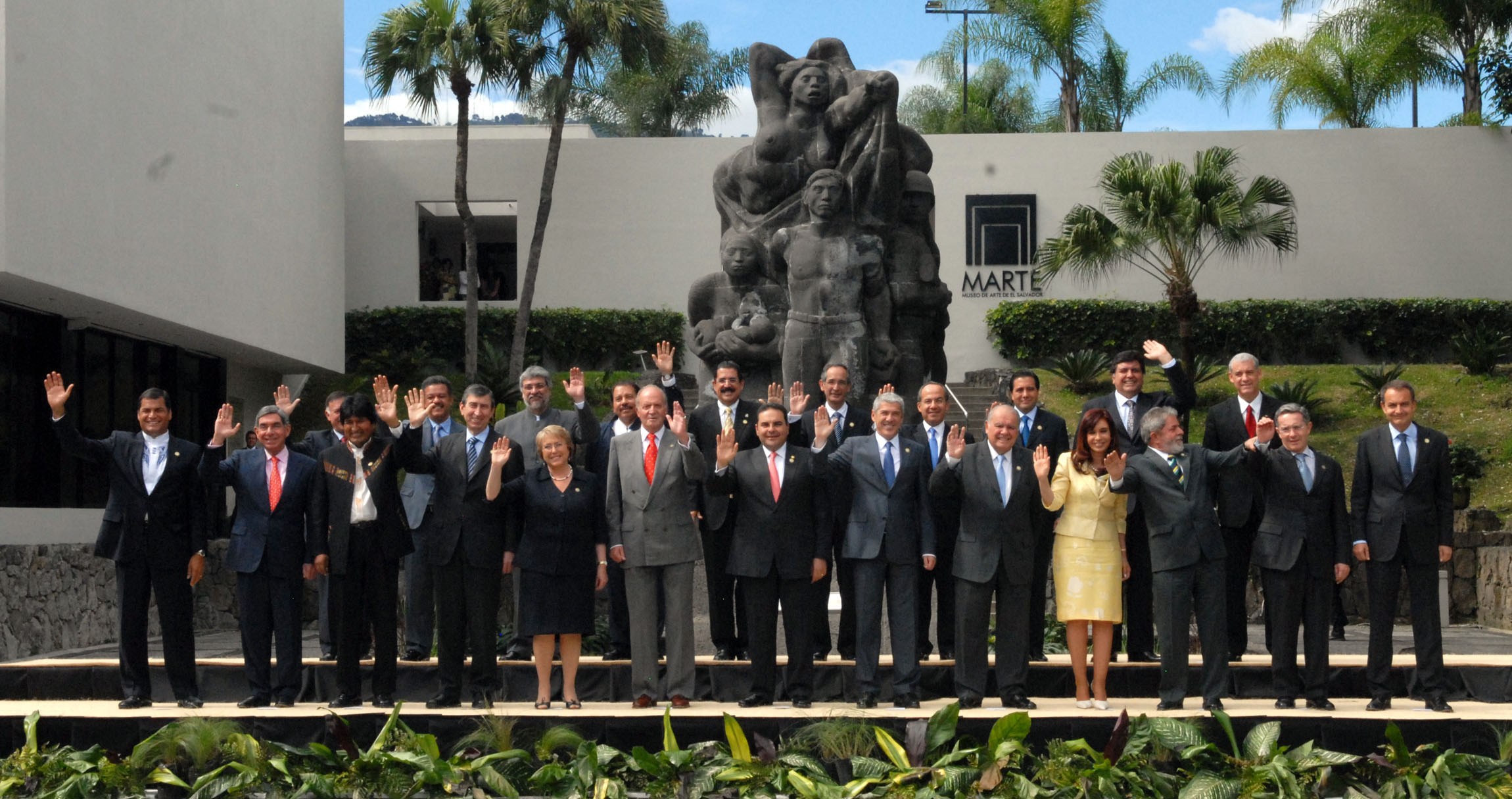
2008年萨尔瓦多

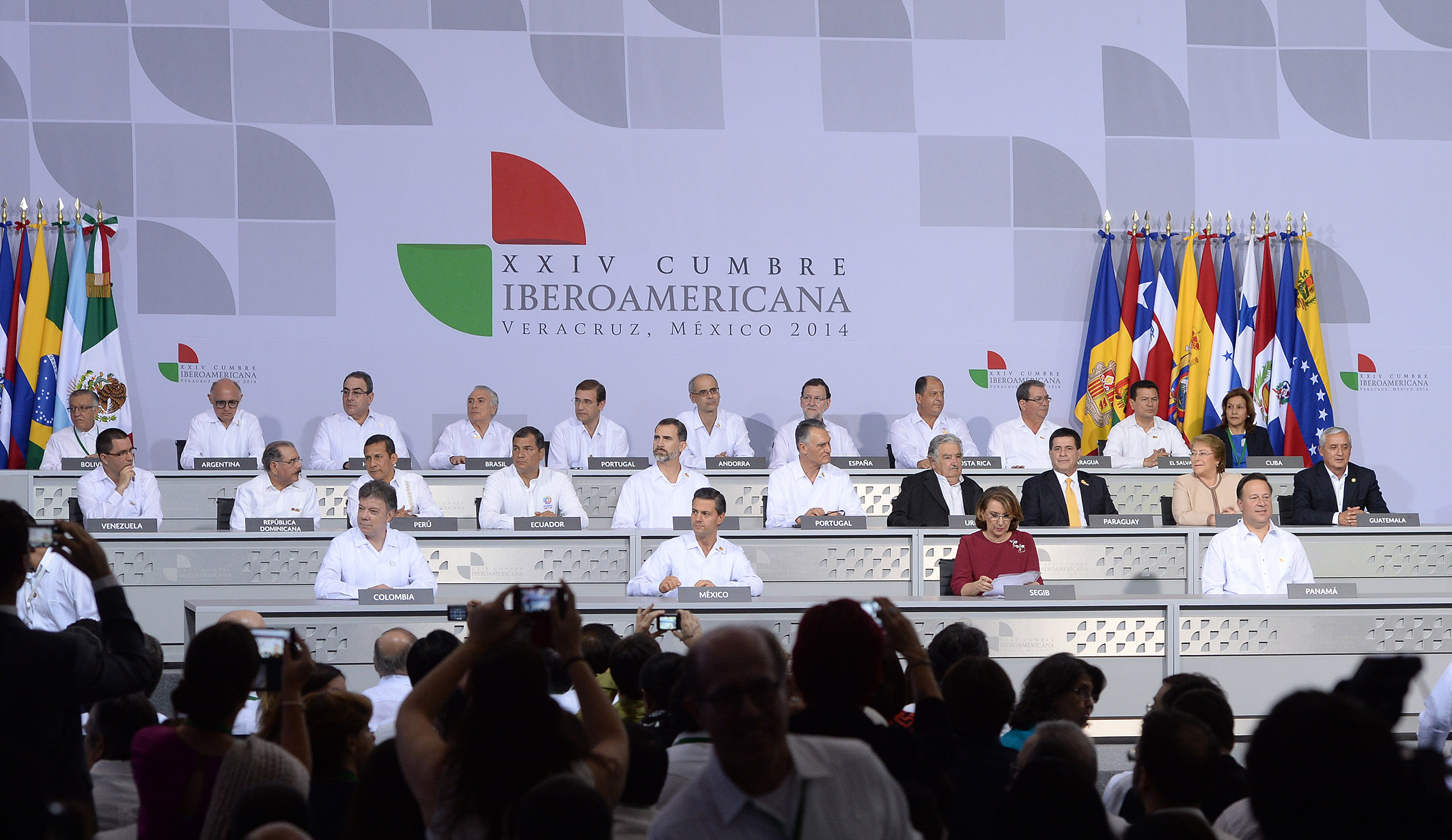
2014 韦拉克鲁斯（墨西哥）

| 会议 | 城市                   | 国家     | 日期                    |
| 1st  | 瓜达拉哈拉             | 墨西哥   | 1991年7月18日–7月19日   |
| 2nd  | 马德里                 | 西班牙   | 1992年7月23日–7月24日   |
| 3rd  | 萨尔瓦多               | 巴西     | 1993年7月15日–7月16日   |
| 4th  | 卡塔赫纳               | 哥伦比亚 | 1994年6月14日–6月15日   |
| 5th  | 圣卡洛斯-德巴里洛切    | 阿根廷   | 1995年10月16日–10月17日 |
| 6th  | 圣地亚哥和比尼亚德尔马 | 智利     | 1996年11月13日–11月14日 |
| 7th  | 玛格丽塔岛             | 委內瑞拉 | 1997年11月8日–11月9日   |
| 8th  | 波多                   | 葡萄牙   | 1998年10月17日–10月18日 |
| 9th  | 哈瓦那                 | 古巴     | 1999年11月15日–11月16日 |
| 10th | 巴拿马城               | 巴拿马   | 2000年11月17日–11月18日 |
| 11th | 利马                   | 秘魯     | 2001年11月17日–11月18日 |
| 12th | 巴瓦罗                 |          | 2002年11月15日–11月16日 |
| 13th | 圣克鲁斯 (玻利维亚)    | 玻利维亚 | 2003年11月14日–11月15日 |
| 14th | 圣何塞                 |          | 2000年11月18日–11月20日 |
| 15th | 萨拉曼卡               | 西班牙   | 2005年10月14日–10月15日 |
| 16th | 蒙得维的亚             | 乌拉圭   | 2006年11月3日–11月5日   |
| 17th | 圣地亚哥               | 智利     | 2007年11月8日–11月10日  |
| 18th | 圣萨尔瓦多             | 薩爾瓦多 | 2008年10月29日–10月31日 |
| 19th | 埃什托里尔             | 葡萄牙   | 2009年11月30日–12月1日  |
| 20th | 马德普拉塔             | 阿根廷   | 2010年12月3日–12月4日   |
| 21st | 亚松森                 | 巴拉圭   | 2011年10月28日–10月29日 |
| 22nd | 加的斯                 | 西班牙   | 2012年11月16日–11月18日 |
| 23rd | 巴拿马城               | 巴拿马   | 2013年10月16日–10月18日 |
| 24th | 韦拉克鲁斯             | 墨西哥   | 2014年12月8日–12月9日   |
| 25th | 卡塔赫纳 (哥伦比亚)    | 哥伦比亚 | 2016年10月28日–10月29日 |
| 26th | 安地瓜                 |          | 2018年11月15日–11月16日 |